# Echinocereus viereckii
Echinocereus viereckii är en kaktusväxtart som beskrevs av Erich Werdermann. Echinocereus viereckii ingår i släktet Echinocereus och familjen kaktusväxter.

## Underarter
Arten delas in i följande underarter:
- E. v. morricalii
- E. v. viereckii

## Bilder

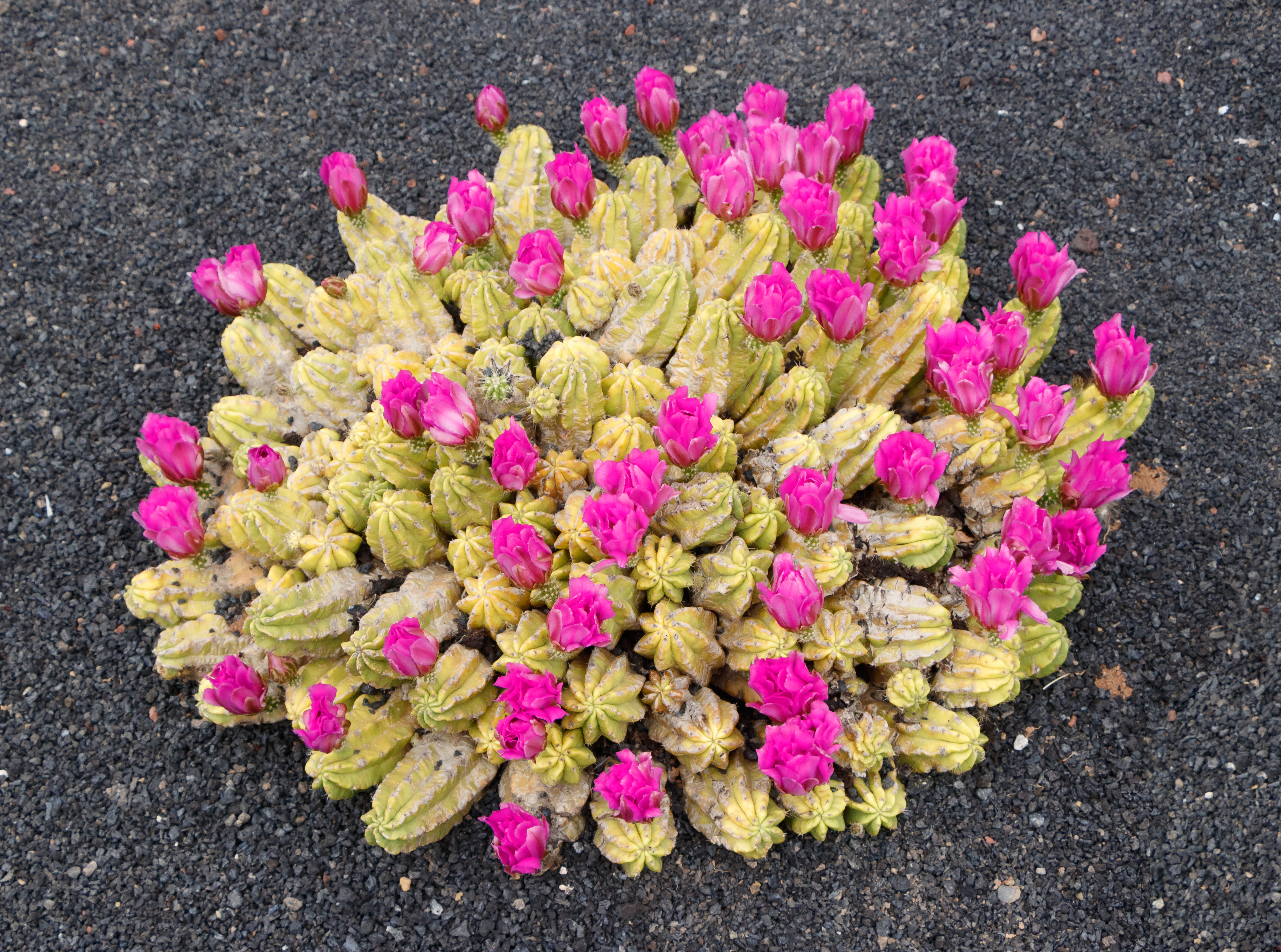
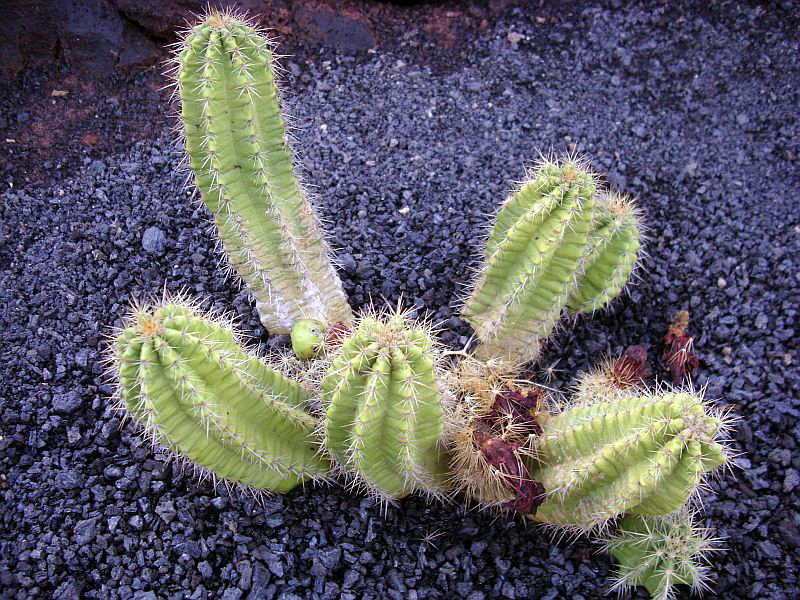
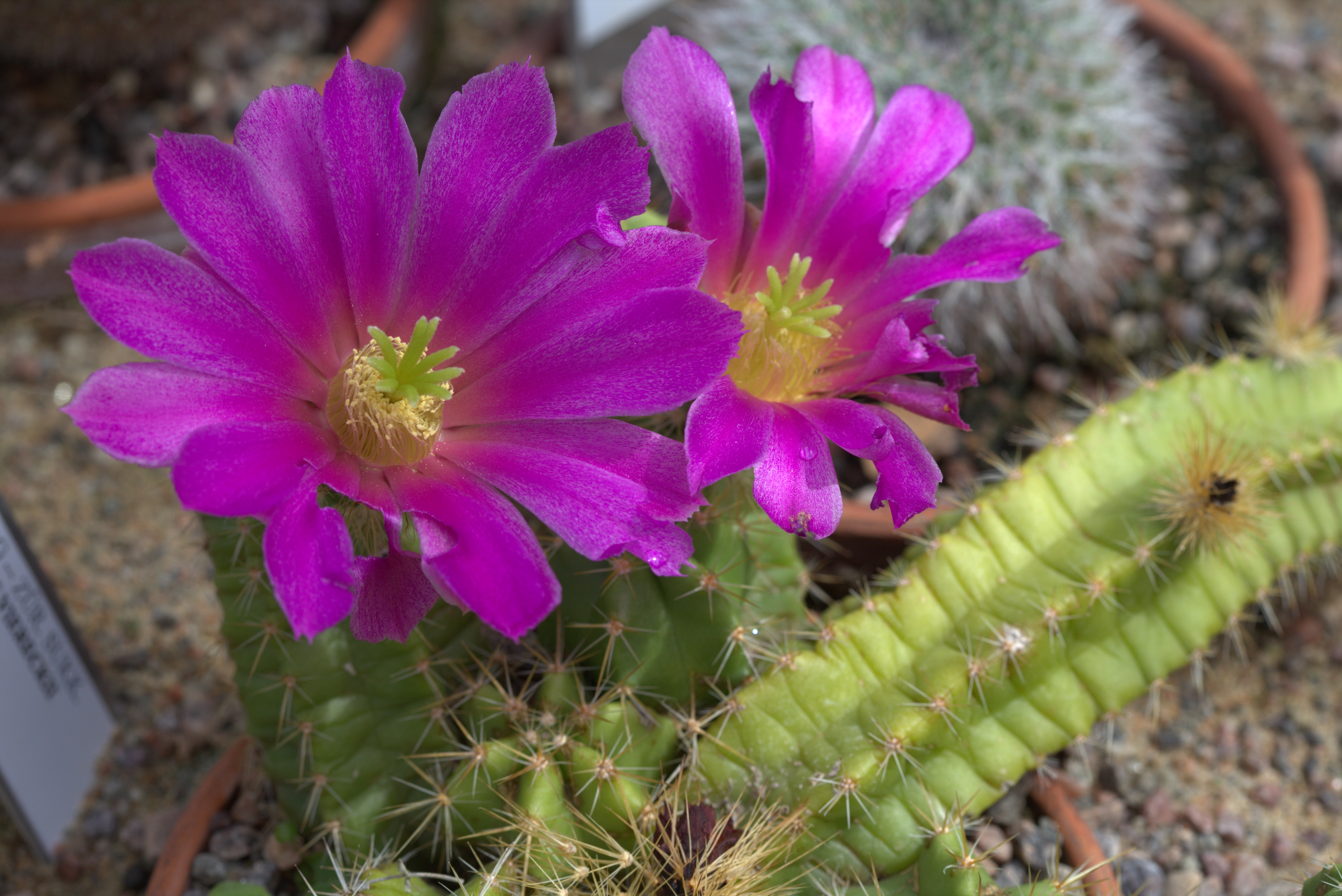
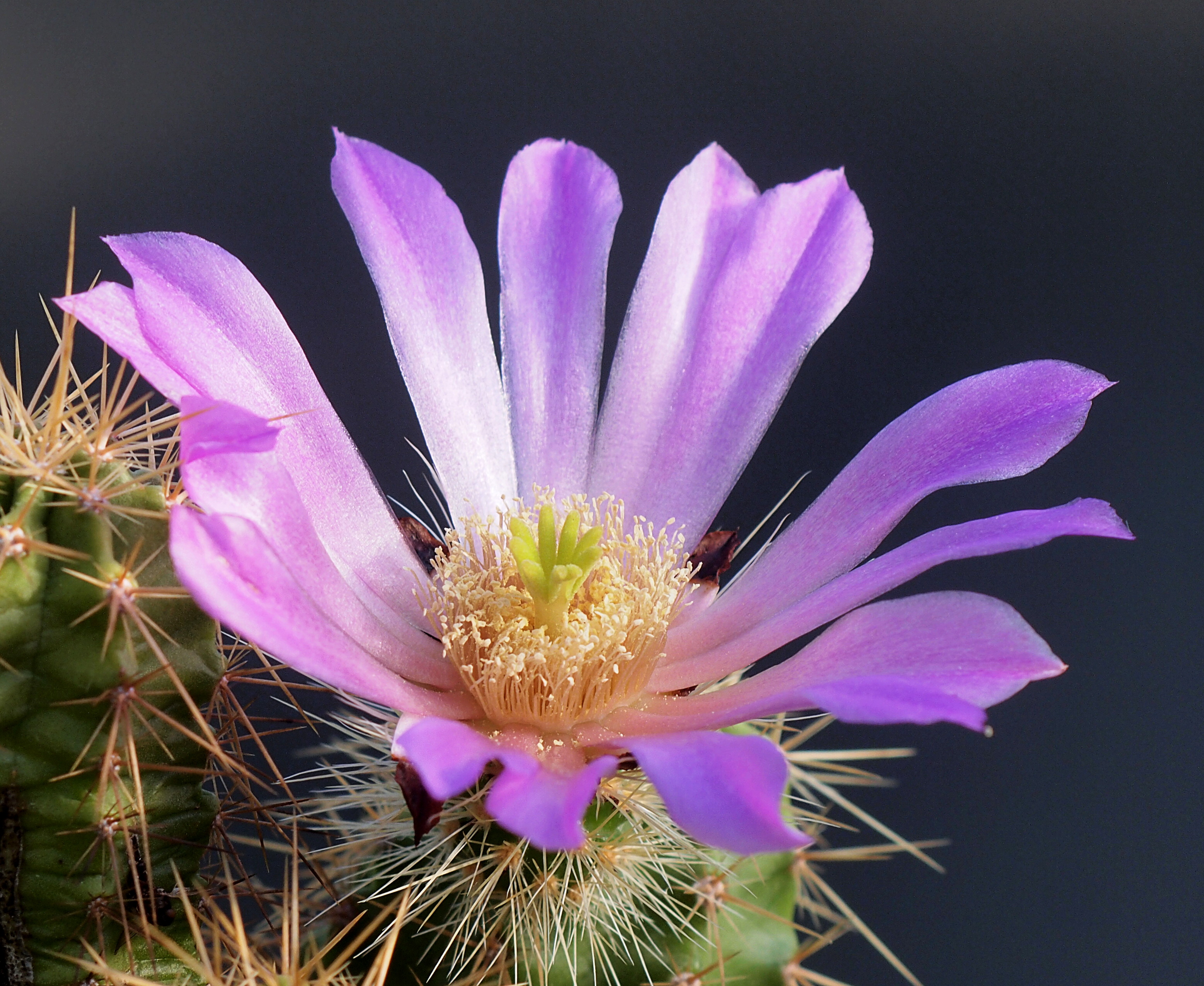
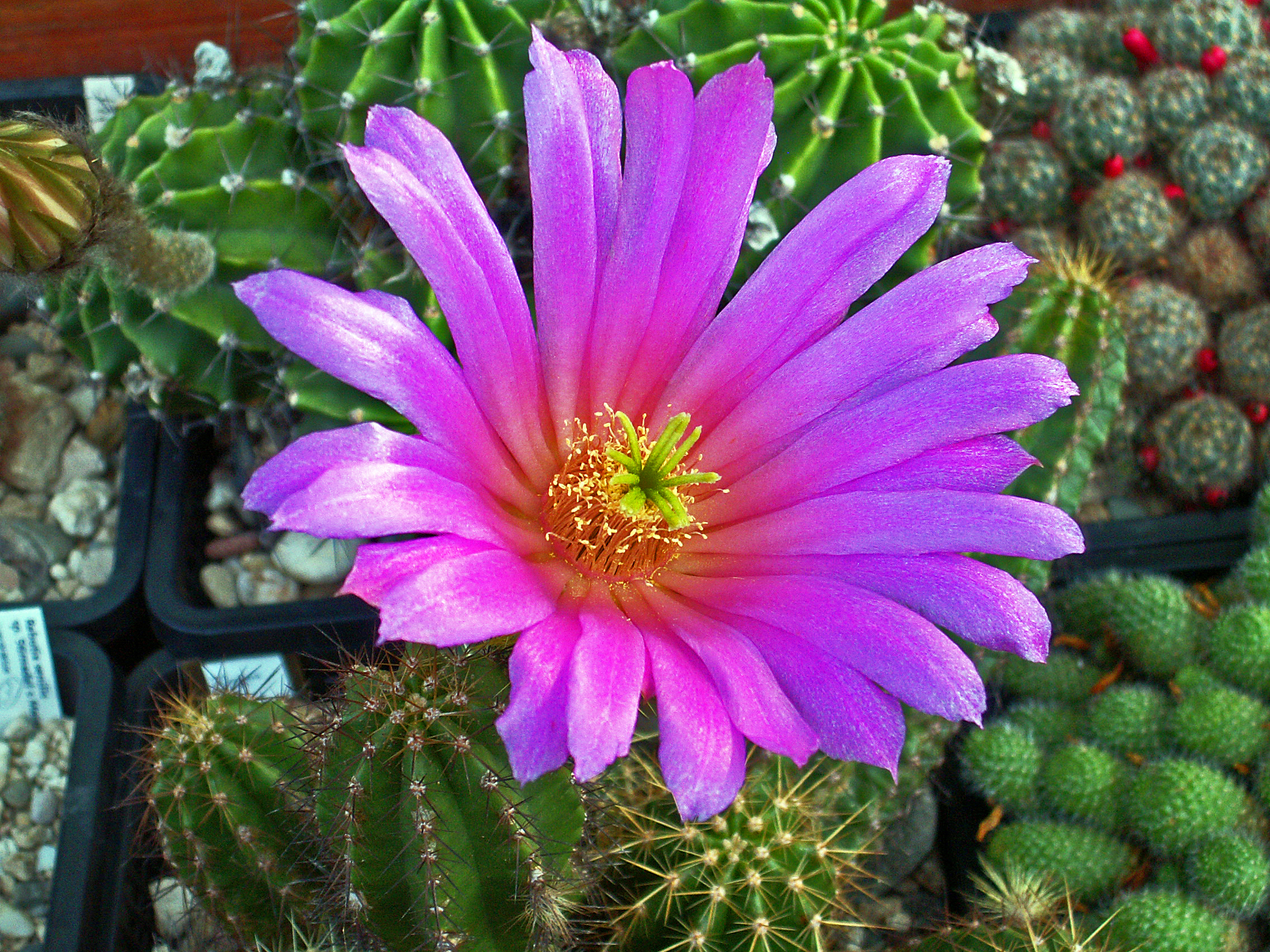
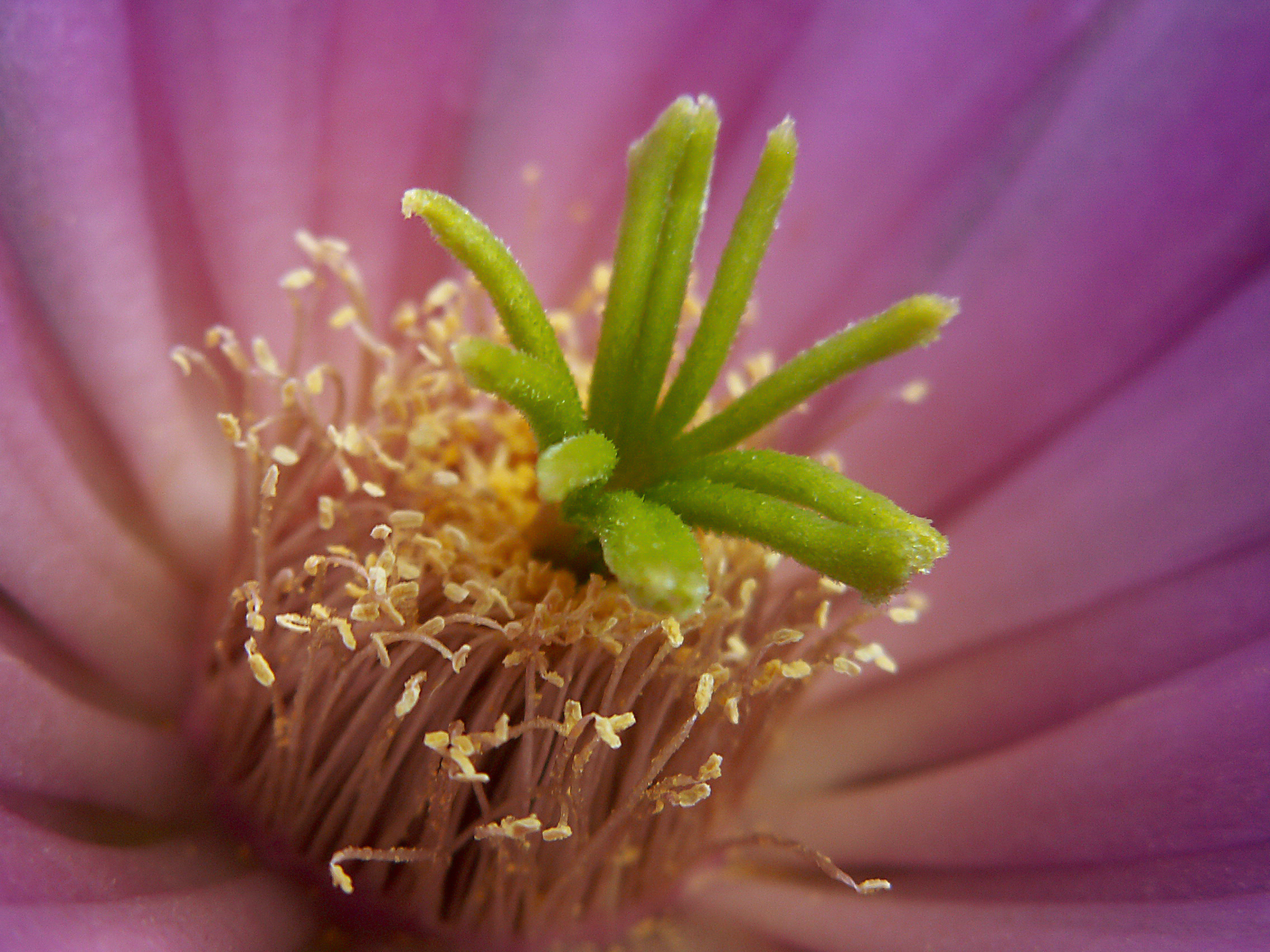
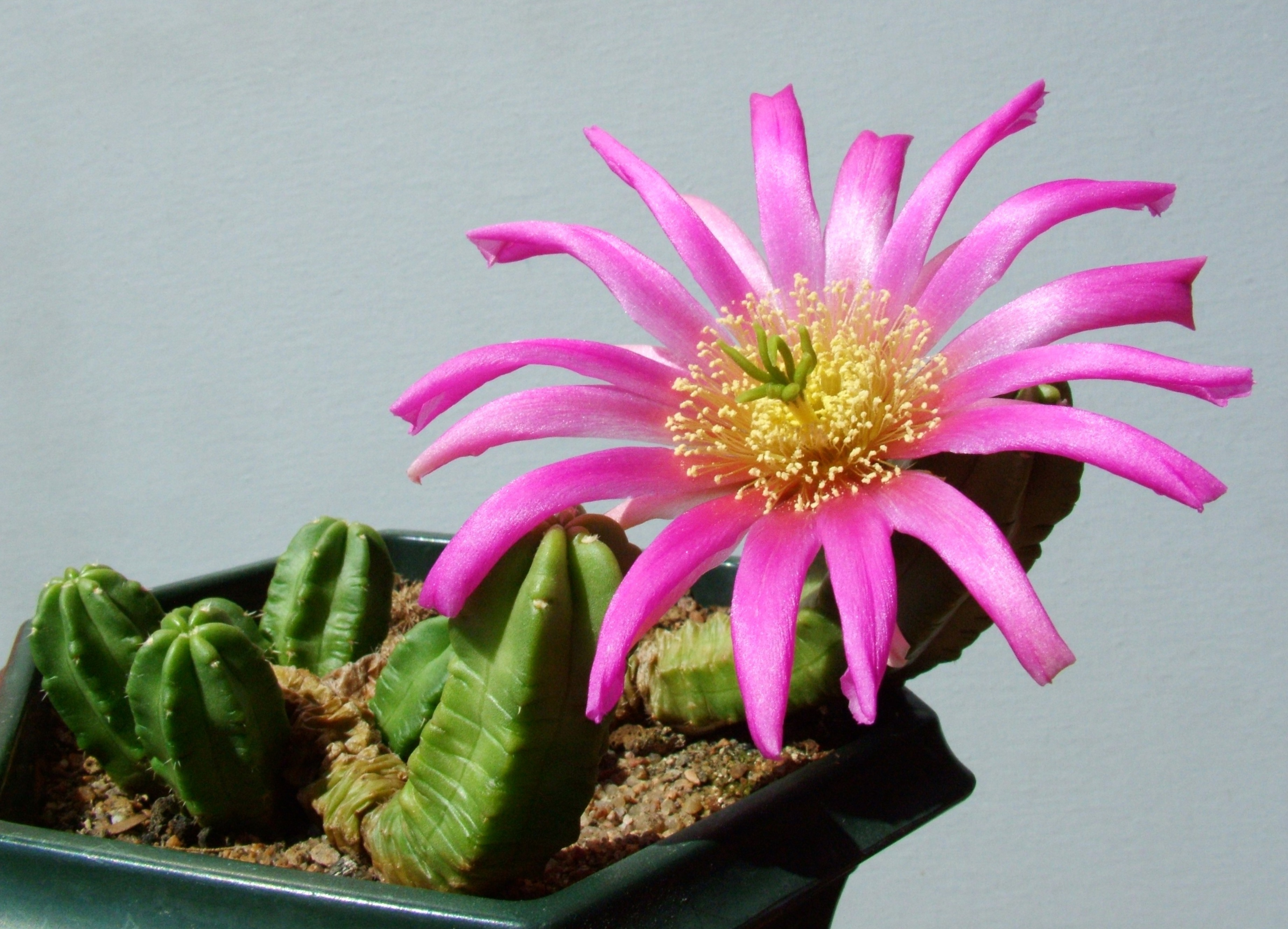